# Колешински водопад
Колешинският водопад (на македонска литературна норма: Колешински Водопад) се намира в северните склонове на планина Беласица в Република Македония. Разположен е между чинарова гора и каменни гребени, на 610 m н.в. по поречието на река Баба, приток на река Струмешница. В близост до водопада е село Колешино. Височината на водния пад е 19 m.

## Външни прерпратки
- Водопадите на Беласица Архив на оригинала от 2016-03-04 в Wayback Machine.